# وولر
latitudeوولرlongitudeوولر
وولر (به انگلیسی: Wooler) یک شهرک در بریتانیا است که در انگلستان واقع شده‌است.

## خصوصیات
وولر ۱٬۸۵۷ نفر جمعیت دارد.